# 丙
丙（へい、ひのえ）は、十干の3番目である。
陰陽五行説では火性の陽に割り当てられており、ここから日本では「ひのえ」（火の兄）ともいう。

## 概要
- 「丙」という漢字は、机を象った象形文字である[1]。十干の三番目を指す単語に用いるのは仮借による。
- 西暦年の下一桁が6の年が丙の年となる。なお、年を表す時の別名は柔兆[2]。
- 中国語の化合物命名法では、プロパン、プロピル基など、炭素を3つ含む化合物や官能基に付けられる。
- 反対側は、辛（かのと）。
- 恵方は、南南東やや南（165度）。

## 丙を含む干支
- 丙寅
- 丙子
- 丙戌
- 丙申
- 丙午
- 丙辰